# Garreta smaragdifer
Garreta smaragdifer är en skalbaggsart som beskrevs av Francis Walker 1858. Garreta smaragdifer ingår i släktet Garreta och familjen bladhorningar. Inga underarter finns listade i Catalogue of Life.